# De Klomp (Soest)
Landhuis De Klomp  is een gemeentelijk monument aan de Kerkstraat 113 in de Kerkebuurt van Soest in de provincie Utrecht. 
Het huis heeft een rieten tentdak en is voor het grootste deel wit bepleisterd. Na een verbouwing in 1941 werd een jaar later een apotheek achter de serre gebouwd. Het dak steekt een eind over, aan de straatzijde is een dakkapel. De ingang bevindt zich in de portiek aan de linkerzijde. De zijlichten van de deur zijn in glas-in-lood uitgevoerd. Ook de serre aan de rechtergevel heeft glas-in-loodramen. In 2013 zaten in het pand twee open haarden.